# باريس تورز 1999
باريس تورز 1999 (بالفرنسية: Paris-Tours 1999)‏ هو سباق دراجات هوائية، وهو الموسم رقم 93 من باريس تورز، وأقيم في 3 أكتوبر 1999 ضمن سباقات كأس العالم لسباق الدراجات على الطريق 1999 ‏.
فاز بالمركز الأول مارك ووترس، وبالمركز الثاني Gianni Faresin ‏، وبالمركز الثالث جان كيرسيبو.

## الفائزون
| الترتيب | الفائز          |
| ------- | --------------- |
| الفائز  | مارك ووترس      |
| الثاني  | Gianni Faresin ‏ |
| الثالث  | جان كيرسيبو     |